# Chloridolum indentatum
Chloridolum indentatum är en skalbaggsart som först beskrevs av Maurice Pic 1946.  Chloridolum indentatum ingår i släktet Chloridolum och familjen långhorningar. Inga underarter finns listade i Catalogue of Life.